# Бурові розчини з конденсованою твердою фазою
Бурові розчини з конденсованою твердою фазою, отриманою введенням у буровий розчин електролітів — різних лугів, розсолів, які з йонами солей утворюють важкорозчинні сполуки.
Суспензії з конденсованою твердою фазою одержують з водних розчинів ряду солей (NaCl, KCl, MgCl2, CaSO4 та ін.) при додаванні лугів (NaOH, KOH, Ca(OH)2) і невеликої кількості органічного реагенту (крохмалю, лігносульфонатів, ефірів целюлози) або азбесту. Найпоширеніші суспензії на базі MgCl2, які називають гідрогелем магнію.
Колоїдна фаза у таких розчинів утворюється в результаті хімічних реакцій солі та лугу, тобто шляхом конденсації з рідких розчинів. Азбест сприяє утворенню тиксотропної структури, а органічний реагент виконує функції сповільнювача процесу кристалізації.
Суспензії на основі гідрогелю магнію мають низьку корозійну активність, не змінюють властивостей при потраплянні у них цементного розчину і пластових вод, сприяють проведенню всіх видів геофізичних досліджень, не знижують проникність продуктивних пластів, відзначаються високою морозостійкістю і обважнювальною здатністю, легко дегазуються.
Недоліками гідрогелей магнію є відсутність ефективних заходів для попередження рекристалізації солей і збереження на гирлі одержаної у вибійних умовах зрівноваженої системи.
Завдяки високій концентрації солей, суспензії з конденсованою твердою фазою мають інгібуючу дію на глинисті породи. Ці розчини застосовують при розбурюванні глинисто-хемогенних і хемогенних відкладів.